# Salim Ejnaïni
 (septembre 2021).
La mise en forme du texte ne suit pas les recommandations de Wikipédia : il faut le « wikifier ».
Les points d'amélioration suivants sont les cas les plus fréquents :
- Les titres sont pré-formatés par le logiciel. Ils ne sont ni en capitales, ni en gras.
- Le texte ne doit pas être écrit en capitales (les noms de famille non plus), ni en gras, ni en italique, ni en « petit »…
- Le gras n'est utilisé que pour surligner le titre de l'article dans l'introduction, une seule fois.
- L'italique est rarement utilisé : mots en langue étrangère, titres d'œuvres, noms de bateaux, etc.
- Les citations ne sont pas en italique mais en corps de texte normal. Elles sont entourées par des guillemets français : « et ».
- Les listes à puces sont à éviter, des paragraphes rédigés étant largement préférés. Les tableaux sont à réserver à la présentation de données structurées (résultats, etc.).
- Les appels de note de bas de page (petits chiffres en exposant, introduits par l'outil «  Source ») sont à placer entre la fin de phrase et le point final[comme ça].
- Les liens internes (vers d'autres articles de Wikipédia) sont à choisir avec parcimonie. Créez des liens vers des articles approfondissant le sujet. Les termes génériques sans rapport avec le sujet sont à éviter, ainsi que les répétitions de liens vers un même terme.
- Les liens externes sont à placer uniquement dans une section « Liens externes », à la fin de l'article. Ces liens sont à choisir avec parcimonie suivant les règles définies. Si un lien sert de source à l'article, son insertion dans le texte est à faire par les notes de bas de page.
- La présentation des références doit suivre les conventions bibliographiques. Il est recommandé d'utiliser les modèles {{Ouvrage}}, {{Chapitre}}, {{Article}}, {{Lien web}} et/ou {{Bibliographie}}. Le mode d'édition visuel peut mettre en forme automatiquement les références.
- Insérer une infobox (cadre d'informations à droite) n'est pas obligatoire pour parachever la mise en page.

Pour une aide détaillée, merci de consulter Aide:Wikification.
Si vous pensez que ces points ont été résolus, vous pouvez retirer ce bandeau et améliorer la mise en forme d'un autre article.
Salim Ejnaïni, né le 1 janvier 1992 à Bordeaux, est un cavalier professionnel, auteur et streamer.

## Biographie

### Enfance
Salim Ejnaïni est né le 1 janvier 1992 à Bordeaux, dans le département de la Gironde,. À l'âge de six mois, il est diagnostiqué d'un cancer des deux yeux, un rétinoblastome bilatéral. Il rencontre des chevaux et débute l'équitation à l’âge de 12 ans.

### Carrière de cavalier
En 2008, il perd totalement la vue mais continue l'équitation, prenant part à des compétitions. Les compétitions sont guidées au début par une cavalière devant lui ; Tiffany (une cavalière qui le soutient pendant des années). En 2015, le circuit national Para CSO est interrompu, la discipline est supprimée par la FFE fin 2018. Cette suppression pousse Salim Ejnaïni à aller plus loin et à parcourir seul (sans cheval guide), avec l'aide de l'acteur Guillaume Canet, rencontré en 2013 au Jumping international de France à La Baule-Escoublac.
Il participe au Longines Masters de Paris pour la première fois seul sur la piste, guidé à l’oreille par des personnes au sol, qu’on appelle « les crieurs » ou « les callers ». Il est Champion du Circuit National Handisport à deux reprises, et se classe souvent en compétitions valides, avec son cheval Rapsody,,,.

### Carrière d'auteur
En 2019, Salim Ejnaïni publie son autobiographie, L'impossible est un bon début, éditée par Fayard et préfacée par Guillaume Canet, dans lequel il décrit sa vie autour de sa particularité et la manière dont il est arrivé à ce niveau en équitation,,.
Il suit une formation de kinésithérapeute à Limoges, puis il est journaliste sportif et aujourd’hui[Quand ?], il est chef d’entreprise et conférencier,,,.
Il est aussi pilote d'avion.